# Avenue de Joinville (Nogent-sur-Marne)
L'avenue de Joinville est une voie de communication de la ville de Nogent-sur-Marne. Elle suit le tracé de la route nationale 186.

## Situation et accès
L'avenue de Joinville est desservie par la gare de Nogent-sur-Marne.
Côté ouest, elle marque le départ de quelques voies menant vers le bois de Vincennes : avenue des Merisiers, des Marronniers, avenue des Châtaigniers.
Elle se termine place du Général-Leclerc, point de rencontre de l'avenue Georges-Clemenceau, du boulevard de Strasbourg, de la Grande-Rue-Charles-de-Gaulle et de la rue Victor-Basch.

## Origine du nom
Le nom de cette avenue fait référence à la ville de Joinville-le-Pont vers laquelle elle se dirige. 

## Historique

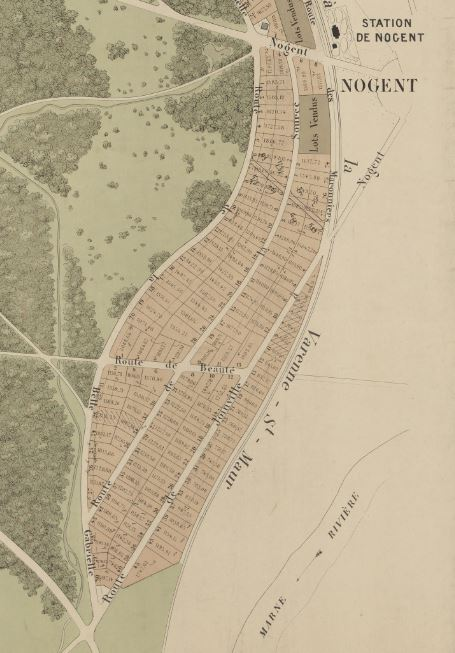
Lotissements sur la route de Joinville, à la fin du XIXe siècle.

Cette avenue était une des voies tracées de 1731 à 1739 sur le projet de Robert de Cotte à l'intérieur du bois de Vincennes dont l'enceinte descendait jusqu'à proximité du bord de la Marne dans le prolongement de la rue de Fontenay. Ce mur suivait ensuite la rivière approximativement de l'emplacement du chemin de l'île de Beauté à celui de l'avenue de Diane et s'en éloignait jusqu'à l'actuel pont de l'autoroute.
Elle est appelée « route du Rond de Beauté à Nogent » sur une carte de 1832, Rond de Beauté étant l'ancien nom du carrefour de Beauté.
Elle s'est ensuite appelée « route de Joinville à Nogent ».
Son urbanisation s'amorce à partir des années 1860. Sa partie nord-ouest de l'avenue des Marronniers au carrefour de Beauté et la partie centrale de l'autre rive font partie des terrains retranchés du bois de Vincennes en 1859 et mis en vente par lots pour construire des résidences d'après un cahier des charges rigoureux imposant l'installation de grilles uniformes et interdisant toute activité commerciale ou industrielle. Les grilles d'origine sont conservées devant la plupart des belles maisons qui bordent l'avenue et des immeubles qui les ont remplacées. 
La partie nord de cette rive, du pont de la voie ferrée à l'avenue Develleroy, est acquis en 1857 avec les terrains jusqu'à la Marne  par la Compagnie des chemins de fer de l'Est, afin d’y installer une voie ferrée parallèle à l'ancienne ligne de Vincennes, qui aurait relié la gare de Joinville-le-Pont au Pont de Mulhouse à Nogent.
Ce projet ne vit pas le jour mais la Compagnie installa un embranchement et un dépôt de locomotives à l'emplacement de l'actuel pavillon  Baltard et jusqu'à l'avenue de Joinville entre la rue Victor-Hugo et l'avenue Watteau. Les terrains inutilisés, principalement situés entre la voie ferrée et la Marne, furent lotis en 1878. Ainsi, l'architecte Louis Thérèse David de Pénanrun y habita en 1888.
Des jardins familiaux sont installés sur l'amorce de la ligne projetée entre l'avenue de la Mésange, l'avenue Chanzy et la ligne du RER.
Après l'abandon du dépôt à la suite de la transformation de la ligne de Vincennes en RER en 1970, ce secteur est urbanisé.

## Bâtiments remarquables et lieux de mémoire
- Cité d'affaires Nogent-Baltard[8].
- Pavillon Baltard[9],[10].
- Bois de Vincennes.
- Au no 52, une maison du XIXe siècle recensée à l'inventaire général du patrimoine culturel[11].

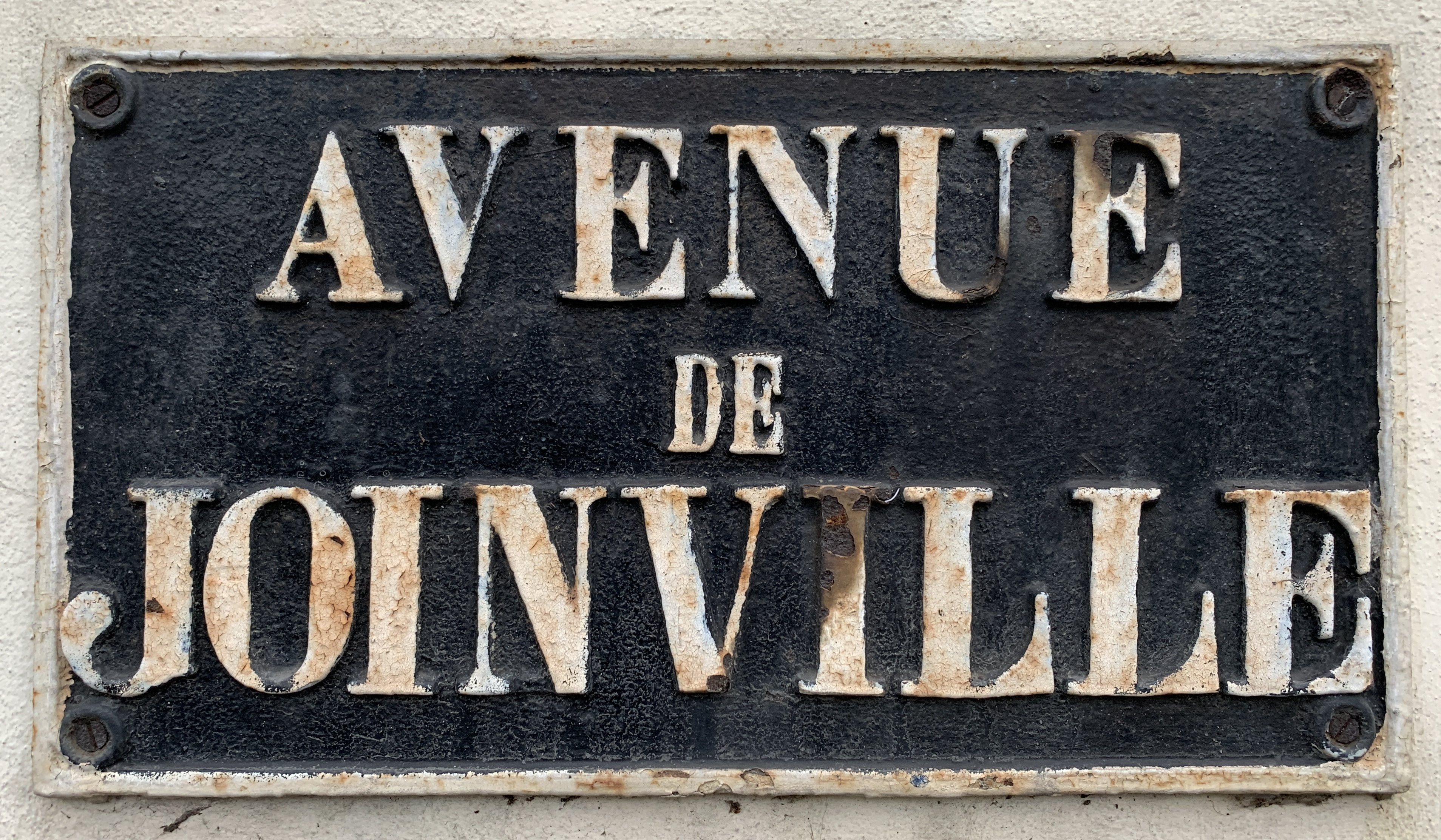
Plaque de la rue.
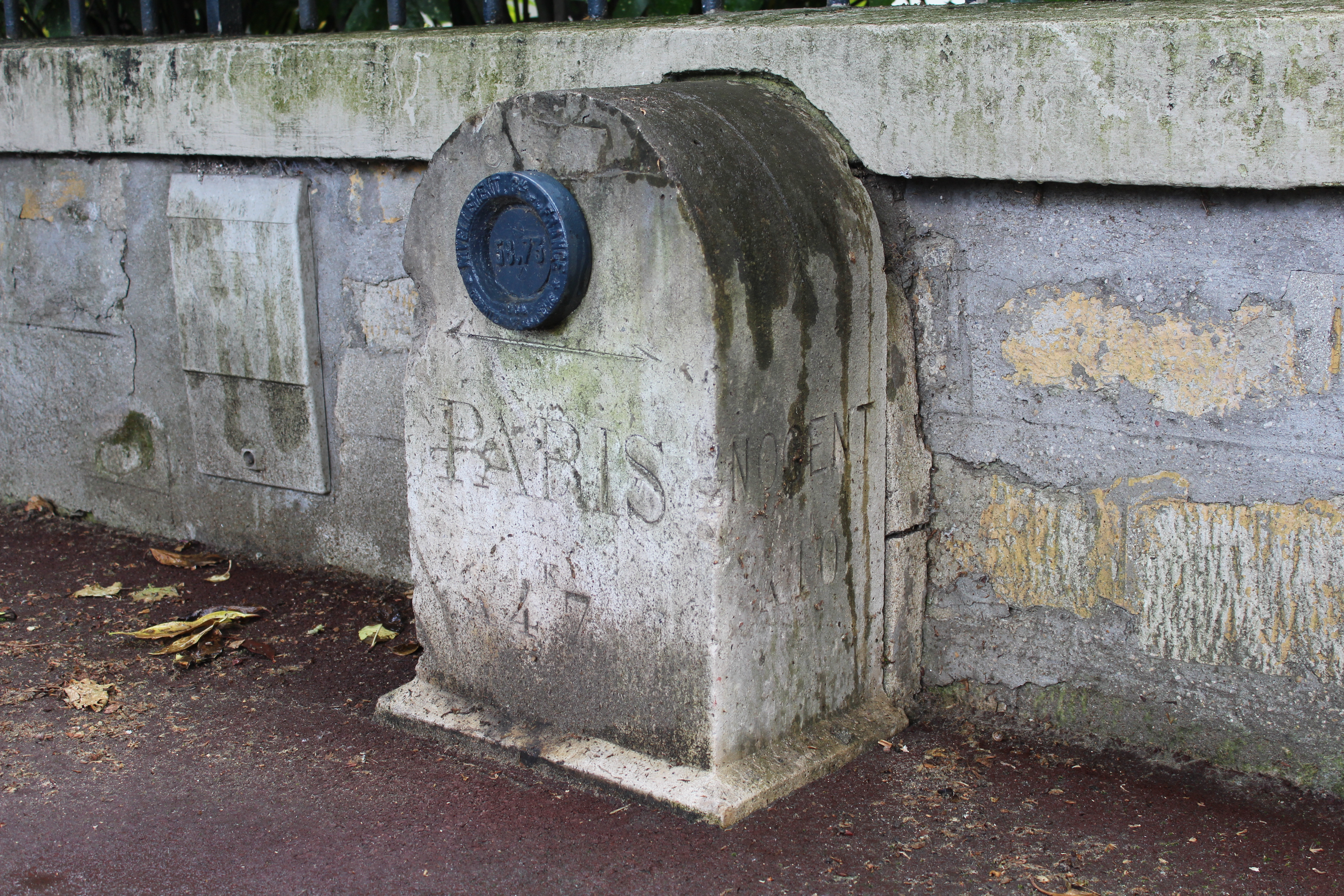
Ce repère de nivellement avenue de Joinville indique Paris à 4,7 kilomètres.